# 池内比呂子
池内 比呂子（いけうち ひろこ、1959年4月2日 - ）は、日本の実業家。テノ. ホールディングス創業者・代表取締役社長。女性初の九州経済連合会理事。

## 人物・来歴
長崎県大村市出身。長崎県立大村高等学校を経て、九州女子短期大学卒業。1981年ジャーディン・マセソン入社。1996年弁当屋の花村咲を開業。1999年ドゥイット設立。2002年グレース福岡に改組。2005年テノ・コーポレーションに社名を変更。保育事業を展開し、2009年には首都圏に進出を開始。2013年女性初の九州経済連合会理事に就任。2015年テノ. ホールディングス設立。2016年テノ. サポート設立。2018年東京証券取引所マザーズ及び福岡証券取引所Q-Boardに上場。2020年東京証券取引所市場第一部並びに福岡証券取引所本則市場へ市場変更。2022年西部ガスホールディングス取締役監査等委員。趣味はゴルフ。